# Rogorotto
Rogorotto (AFI: /ˈrɔɡorotto/; Ruguròtt in dialetto locale AFI: /ˈruɡurɔtt/) è una frazione del comune italiano di Arluno posta a nord est del centro abitato, verso Mantegazza e Vanzago.

## Geografia fisica

### Territorio
La località di Rogorotto è caratterizzata da un ambiente prevalentemente pianeggiante, tipico della Pianura padana, contraddistinto a tratti da boschi e coltivazioni.
Il territorio di Rogorotto confina a nord, sud ed ovest col comune di Arluno, mentre a est con la frazione di Mantegazza (Vanzago).

### Sismologia
Dal punto di vista sismico Rogorotto presenta un rischio molto basso ed è stata classificata come il comune zona 4 (bassa sismicità) dalla protezione civile nazionale.

#### Clima
Rogorotto ha il clima caratteristico delle pianure settentrionali italiane con inverni freddi e abbastanza rigidi ed estati che risentono di elevate temperature; la piovosità si concentra principalmente in autunno e in primavera. La località appartiene alla zona climatica E.

## Origine del nome
Secondo il Dizionario di toponomastica lombarda, il nome di Rogorotto farebbe riferimento alla presenza sul suo territorio a diverse roveri di notevoli dimensioni. "Rogor" è infatti una storpiatura medievale del latino robur (quercia appunto), mentre il suffisso -otto sembra essere un indicatore delle dimensioni delle piante.

## Società

### Religione
Non disponendo di un luogo di culto proprio (la cappella della Madonna è di recente fabbricazione), gli abitanti di Rogorotto dipesero nella loro storia dalla vicina parrocchia di Mantegazza, appartenente all'arcidiocesi di Milano; ancora oggi la frazione di Rogorotto, pur essendo civilmente dipendente dal comune di Arluno, a livello religioso dipende dalla parrocchia di Mantegazza, inserita sotto il comune di Vanzago.

## Sport
Nella città è attiva l'associazione sportiva A.S.D. volley Mantegazza Rogorotto.